# ウィークエンド (2011年の映画)
『WEEKEND ウィークエンド』（Weekend）は、2011年のイギリスの恋愛ドラマ映画。
監督はアンドリュー・ヘイ、出演はトム・カレンとクリス・ニューなど。
一夜限りのパートナーを求めて赴いたクラブで出会った2人の青年がともに週末を過ごすうちにお互いのこだわり、秘密、切実さを学んでゆくさまを描いたラブストーリー。
日本では、2012年9月に開催された第21回東京国際レズビアン&ゲイ映画祭で『ウィークエンド』のタイトルで初上映された。その後、2019年9月27日から『ウィークエンド WEEKEND』のタイトルで一般劇場公開され、2020年4月29日にDVDとブルーレイが発売された。

## ストーリー
イギリス、ノッティンガムでプールの監視員として働く同性愛者のラッセルは金曜の夜に昔からの友人たちとのホームパーティーの帰りに立ち寄ったクラブで1人の男性と知り合う。グレンと名乗るアーティストの男性と意気投合し、ラッセルの家で一夜を共にする。周囲に気を配りながら静かな暮らしを望むラッセルと自己主張のハッキリした皮肉屋のグレンは、濃密な時間の中で意見を交わしながら互いの理解を深め、惹かれ合っていく。
しかし翌日の土曜の夕方の別れ際、グレンはアートの勉強のためにアメリカのオレゴン州に移住する予定であり、その出発は翌日の日曜であることを打ち明ける。そして、今夜のパーティに来れたら来てくれと告げて去っていく。
その夜、ラッセルはパーティにやって来るが、結局、グレンに誘われてパーティを抜け出すと、2人はちょっとしたデートの後にラッセルの家で一夜を過ごす。クスリで気分が高揚した2人は、赤裸々で率直な会話をして激しくぶつかるが、すぐに和解して激しく愛し合う。翌日の日曜の朝、親を知らずに育ったラッセルに親へのカミングアウトという「ゲイの通過儀礼」を経験させてやろうと、グレンはラッセルの父親を演じる。2人は別れがたいものを感じつつも、これ以上深い関係にはならないように、努めて冷静に振る舞いながら別れる。
その日はラッセルの親友ジェイミーの娘でラッセルが名付け親（ゴッドファーザー）となっているロイスの誕生日だった。予定通りに誕生日パーティに出席したラッセルだったが、明らかに心ここに在らずの状態だったため、ジェイミーから何があったのか尋ねられる。兄弟同然のジェイミーに対して躊躇しつつも、ラッセルはグレンとの関係と経緯を話す。するとジェイミーは、グレンを見送れるようにラッセルを駅まで車で連れていく。
駅で再会した2人は気持ちを率直に表すと、人目も気にせずキスを交わし、ラッセルはグレンを見送る。帰宅したラッセルは別れ際にグレンがくれたテープレコーダーを再生する。そこから流れるのは2人が初めて一夜を共にした後の土曜の朝、グレンのアート作品のために録音したラッセルの声だった。

## キャスト
- ラッセル: トム・カレン（英語版）
- グレン: クリス・ニュー（英語版）
- ジェイミー: ジョナサン・レース - ラッセルの兄弟同然の親友。
- ジル: ローラ・フリーマン - グレンのルームメイト。
- キャシー: ロレト・マレー - ジェイミーの妻。

## 作品の評価

### 映画批評家によるレビュー
Rotten Tomatoesによれば、88件の評論のうち高評価は95%にあたる84件で、平均点は10点満点中8.1点、批評家の一致した見解は「室内劇かもしれないが、『WEEKEND ウィークエンド』が現代のセクシュアリティについて明らかにしたことは、その控えめな舞台設定をはるかに超えて広がっている。」となっている。
Metacriticによれば、18件の評論のうち、高評価は16件、賛否混在は2件、低評価はなく、平均点は100点満点中81点となっている。

### 受賞歴
| 映画祭・賞                   | 部門                         | 候補               | 結果       |
| ---------------------------- | ---------------------------- | ------------------ | ---------- |
| 英国インディペンデント映画賞 | ニューカマー賞               | トム・カレン       | 受賞       |
| 英国インディペンデント映画賞 | 製作業績賞                   | 『ウィークエンド』 | 受賞       |
| ロンドン映画批評家協会賞     | ブレイクスルー英国映画作家賞 | アンドリュー・ヘイ | 受賞       |
| ロンドン映画批評家協会賞     | 英国男優賞                   | トム・カレン       | ノミネート |